# 国务院第五办公室
国务院第五办公室是1954年至1959年中华人民共和国国务院设立的办事机构。

## 国务院第五办公室历史
1954年11月10日，国务院发出命令设立国务院第五办公室，协助总理掌管财政部、粮食部、商业部、对外贸易部、中国人民银行的工作。
- 主任李先念
- 副主任
  - 叶季壮
  - 牛佩琮(1955.5.31-1957.3.26)
  - 段云(1955.4.21-1959. 6)
  - 曾山(-1957年3月26日)

1959年6月，国务院第九十次全体会议决定国务院第五办公室改为国务院财贸办公室。

## 国务院财贸办公室历史
1959年6月，国务院第九十次全体会议决定成立国务院财贸办公室，协助总理掌管财政部、粮食部、商业部、对外贸易部、中国人民银行、轻工业部、纺织工业部、中央手工业管理局、中央工商行政管理局的工作，并指导全国供销合作总社的工作。
- 主任李先念
- 副主任
  - 程子华(1959.6-1961. 12)
  - 叶季壮
  - 姚依林
  - 牛佩琮
  - 段云
  - 马定邦(1961.4-1966.5)
  - 邓辰西(1961.12-1963)
  - 魏今非(1963.10-1966. 5)

内设办公室、秘书组、政策研究组、计划组、财金组、商业组、粮食组、外贸组。1965年，国务院财贸办公室与中共中央财贸政治部合署办公。1966年停止工作。1970年6月正式撤销。